# City Business Center (Bratysława)

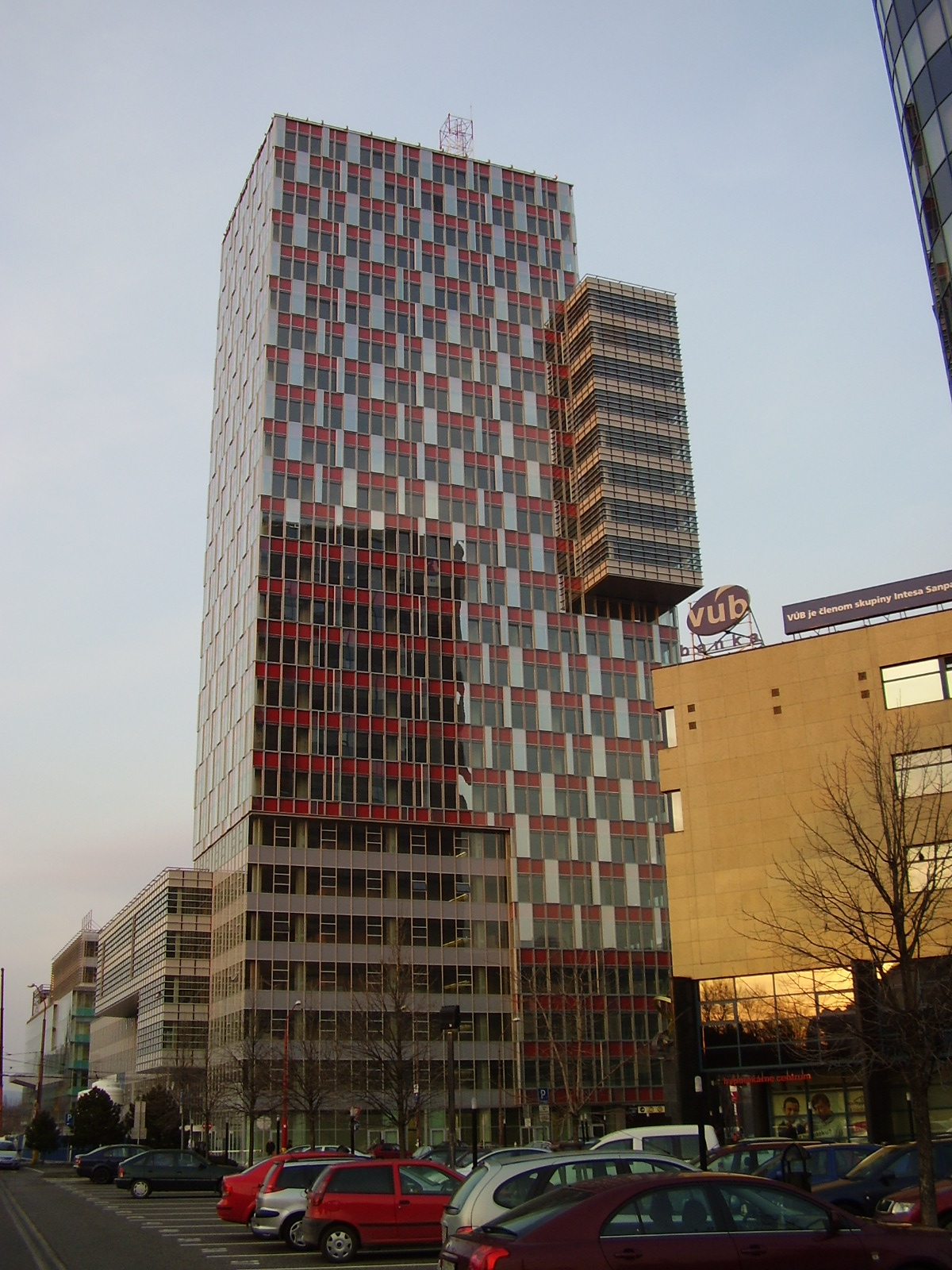
City Business Center I

City Business Center – kompleks pięciu budynków w Bratysławie, w dzielnicy miasta Stare Miasto. Pierwsze dwa budynki zostały ukończone w 2006 i 2007. Kompleks graniczy z ulicą Karadžičovą i Dostrojevského rad, w okolicy zwanej Central Business District, gdzie bardziej złożone projekty biurowe i biznesowe są obecnie opracowywane. Pierwotnie kompleks miał składać się z czterech budynków biurowych oraz jednego budynku mieszkalnego. Ostatni budynek, CBC V, został zmieniony z pomieszczeń mieszkaniowych na biurowe po wznowieniu budowy drugiej fazy.
Budowa kompleksu składa się z dwóch faz. Pierwszy obejmuje CBC I, 107-metrowa, 25 piętrowa wieża biurowa (ukończona w kwietniu 2007 r.) i CBC II, 8 piętrowy niski budynek (ukończony w listopadzie 2006 r.). Budowa drugiego etapu rozpoczęła się w 2008 r., ale po zakończeniu prac wykopaliskowych prace zostały wstrzymany aż do 2009 roku, kiedy prace nad pozostałymi trzema budynkami zostały wznowione. CBC III, IV i V przyniesie dodatkowo 23 200 m² powierzchni najmu dla powierzchni biurowych i handlowych.
Planuje się ukończenie całego kompleksu w 2011 roku.